# Соломерецкие
Соломерецкие (пол. Sołomerecki, Sołomierecki, Sołomoreski) — угасший княжеский род. Предполагались на роль предков дворян Татищевых. Князья Соломерецкие относятся к роду смоленских Мономаховичей.

## История
Отрасль князей Смоленских, принявший имя от местности Соломеречь, над речкой того же имени, в Минском уезде. Традиционно родоначальником считается Иван Дмитриевич Шах, показанный в родословных внуком брянского князя Святослава Глебовича (ум. 1310). Из его потомков князь Василий Иванович Соломерецкий был наместником могилёвским (1520—1540), упоминается в грамоте Сигизмунда I в 1523 году, подтверждающий дарственную запись на мызу в пользу церкви Св. Николая в Вильно. Из сыновей его князь Иван (ум. 1578) был каштеляном мстиславским, а из правнуков князь Николай-Лев (ум. 1626) — каштеляном смоленским. Со смертью племянника последнего — князя Яна-Владислава, маршала пинского, — в 1641 году пресёкся в великом княжестве Литовском род князей Соломерецких.
Происходящими от князей Соломерецких по родословным приписываются Татищевы, что крайне сомнительно: хронологически и территориально.

## Описание герба
В золотом поле идущий вправо чёрный медведь; на нём сидит дева с распущенными волосами и распростёртыми наподобие креста руками. На деве красное платье, оставляющее руки открытыми до локтя, и корона. Щит увенчан мантией и короной, принадлежащими княжескому достоинству.

## Представители рода
- Иван Дмитриевич Шах-Соломерецкий, 1-й князь Соломерецкий
- Василий Юрьевич Соломерецкий-Татищ, внук первого и родоначальник рода Татищевых
- Иван Васильевич Соломерецкий, правнук первого, староста мстиславский
- Василий Иванович Соломерецкий (1490 — 1540), наместник могилевский (1520—1540)
- Богдан Васильевич Соломерецкий (? — 1565), староста рогачёвский и пинский
- Юрий Васильевич Соломерецкий (? — 1559), староста ошмянский
- Фёдор Васильевич Соломерецкий(? — 1540), наместник медницкий
- Иван Васильевич Соломерецкий (? — 1578), староста пинский, наместник глуский и дубошенский (1554—1555, 1555—1556), староста мстиславский и радомский (с 1558), каштелян мстиславский (с 1566)
- Богдан Иванович Соломерецкий (? — 1602) — староста кричевский
- Богдан Богданович Соломерецкий (1589—1630), староста кричевский (1620—1630)
- Николай-Лев Богданович Соломерецкий (? — 1626), каштелян смоленский
- Ян-Владислав Соломерецкий (? — 1641), маршалок пинский, последний мужской представитель рода